# فاتمير سيديو
فاتيمير سيديو (بالألبانية: Fatmir Sejdiu‏) (مولود في 23 أكتوبر، 1951) هو ثاني رئيس لجمهورية كوسوفو.فاتمير سيديو. تخرج من كلية الحقوق في جامعة بريشتينا.
وبعد التخرج بقي للعمل في الجامعة وبمرور الزمن أصبح استاذا في كلية الحقوق وكلية العلوم السياسية.
في عام 1989 شارك سوية مع فريق من المثقفين الالبان في تأسيس «الاتحاد الديمقراطي في كوسوفو» برئاسة إبراهيم روغوفا. وفيما بعد تولى سيديو منصب الأمين العام لحزب «الاتحاد الديمقراطي في كوسوفو».
في اواسط التسعينيات أسس سيديو في مدينة تيتوفو في مقدونيا الجامعة الألبانية البديلة وتولى منصب عميد كلية الحقوق فيها.
في نوفمبر/تشرين الثاني عام 2001 وأكتوبر / تشرين الأول عام 2005 انتخب سيديو نائبا في المجلسي التشريعي في كوسوفو.
في فبراير/شباط عام 2006 حل سيديو محل إبراهيم روغوفا رئيسا لجمهورية كوسوفو بعد وفاته في 21 يناير/كانون الثاني من العام نفسه لاصابته بمرض سرطان الرئتين.
فاتمير سييدو حائز على شهادة دكتوراه في القانون ويتقن اللغات الألبانية والفرنسية والإنجليزية.
متزوج ولديه ثلاثة أبناء.

## روابط خارجية
- فاتمير سيديو على موقع الموسوعة البريطانية (الإنجليزية)
- فاتمير سيديو على موقع مونزينجر (الألمانية)